# Cystathionin
Cystathionin ist eine nichtproteinogene Aminosäure, welche in der Biosynthese von Cystein und beim Abbau von Methionin vorkommt. Cystathionin wird durch die Cystathionin-β-Synthase aus Homocystein und Serin generiert. Durch die Cystathionin-γ-Lyase kann Cystathionin hydrolysiert werden, wobei Cystein und α-Ketobutyrat entsteht.
Cystathionin ist eine Aminosäure mit 2 Stereozentren.
Als Cystathioninurie wird die autosomal rezessive Erbkrankheit beschrieben, bei der es zur Ansammlung von Cystathionin kommt, welches über den Urin ausgeschieden wird. Zudem kommt es im Gehirn und dort insbesondere in der weißen Hirnsubstanz vor.